# Kasteel van Heuseux
Het Kasteel van Heuseux (Château d'Heuseux) is een kasteel in de tot de Belgische gemeente Soumagne behorende plaats Heuseux, gelegen aan de Rue de l'Institut.
Het kasteel werd voor het eerst vermeld in 1743, en werd ingrijpend verbouwd in 1766 in Lodewijk XV-stijl. Opdrachtgever was Jean-Baptiste de Diffuy die in hetzelfde jaar trouwde met Marie-Thérèse de Goeswin
Vanaf 1907 werd het kasteel een opvangcentrum voor gehandicapte kinderen en ook een sociale voorziening voor andere jongere doelgroepen. In 1930 werd er een school bijgebouwd. De Zusters van Sint-Jozef (Filles de Saint-Joseph) beheerden dit instituut dat aanvankelijk Institut Saint-Anne heette. Vanaf 1968 werd de naam Institut Notre Dame. Vanaf 1993 wordt het instituut beheerd door de 'Association Chrétienne des Institutions Sociales et de Santé (ACIS) .
Bij het kasteel horen een park en een boerderij.

## Gebouw
Het witte kasteel is gebouwd in een L-vorm. Het hoofdgebouw heeft een breedte van zeven traveeën, waarvan drie voor het centrale deel, dat getooid is met een gebogen fronton. Hierop zijn putti afgebeeld welke de wapenschilden van de familie Diffuy dragen. Dit centrale deel wordt geflankeerd door twee enigszins vooruitgeschoven delen van elk twee traveeën in de vorm van een torentje met een sierlijke spits.
In 2003 werd het kasteel geheel gerestaureerd.